# Protactinae
Protactinae zijn een uitgestorven onderfamilie uit de familie van de kortschildkevers (Staphylinidae). 

## Taxonomie
De volgende taxa zijn bij de onderfamilie ingedeeld:
- Geslacht  † Protactus Heer, 1847
  -  † Protactus erichsonii Heer, 1847
  -  † Protactus minor Heer, 1862